# Agrilus zhuang
Agrilus zhuang (лат.) — вид узкотелых жуков-златок. Название происходит от имени китайской народности Чжуан (Zhuang), проживающей на юге Китая.

## Распространение
Китай (запад провинции Цзянси, Jinggang Shan, Ciping).

## Описание
Длина тела взрослых насекомых (имаго) 6,4 — 6,9 мм. Отличаются следующими признаками: вершины надкрылий поперечно усечённые; надкрылья в передней половине с широкой полосой околошовного опушения. Тело узкое, основная окраска чёрная и зеленоватая. Переднегрудь с воротничком. Боковой край переднеспинки цельный, гладкий. Глаза крупные, почти соприкасаются с переднеспинкой. Личинки развиваются, предположительно, на различных лиственных деревьях. Встречаются в июне. Вид был впервые описан в 2011 году в ходе ревизии, проведённой канадскими колеоптерологами Эдвардом Йендеком (Eduard Jendek) и Василием Гребенниковым (Оттава, Канада).